# بلکبرن دونر
بلکبرن دونر (انگلیسی: Blackburn B. Dovener; ۲۰ آوریل ۱۸۴۲ – ۹ مهٔ ۱۹۱۴) فرد نظامی اهل ایالات متحده آمریکا بود.
وی یک سیاست‌مدار از حزب جمهوری‌خواه و عضو مجلس نمایندگان ایالات متحده آمریکا از ویرجینیای غربی بود.